# معهد جيتستون
معهد غايتستون (بالإنجليزية: Gatestone Institute)‏ هو خلية تفكير يمينية مقرها في مدينة نيويورك الأميركية. يصدر المعهد مقالات وخصوصا فيما يخص الإسلام والشرق الأوسط. جذب معهد غايتستون الانتباه لإصدار مقالات كاذبة. أسست معهد غايتستون نينا روزنوالد عام 2012، وهي تشغل منصب رئاسته. مندوب الولايات المتحدة لدى الأمم المتحدة السابق، جون بولتون، رئيس مجلس إدارة المعهد. أمير طاهري هو رئيس مجلس الأدارة لغايتستون أوروبا.
المعهد يصف نفسه بأنه «مجلس سياسة دولية وخلية تفكير محايدة وغير ربحية مكرسة لتعليم العموم بما يعجز وسائل الإعلام الكبرى عن الإبلاغ عنه.» المؤسسة تعتقد أن وكالات الأخبار التقليدية تجري إبلاغا غير كافي عن قضايا حاسمة، ومن ثم فهو إبلاغ مضلل، فتنشر معلوماتها الخاصة بها حول الأحداث في الشرق الأوسط والمجتمعات المسلمة في أجزاء أخرى من العالم.

## انتقاد

### مزاعم بمعاداة الإسلام
انتقد معهد غايتستون بأنه يرتبط بالسياسي اليميني الهولنديخيرت فيلدرز الذي يقول إنه «يكره الإسلام» ووُصف بأنه «معاد للإسلام.»
 في 2012، استضاف معهد غايتستون محاضرة له. في 2016، غايتستون دفع تكاليف رحلاته إلى الولايات المتحدة وإقامته هناك. تذكر صحيفة الغارديان أن غايتستون تصدر مؤلفات خيرت فيلدرز.

## وصلات خارجية
- معهد غايتستون (بالعربية)
- معهد غايتستون (بالإنجليزية)